# Sollerön (Ort)
Sollerön ist ein Ort (tätort) in der schwedischen Provinz Dalarnas län und der historischen Provinz Dalarna in der Gemeinde Mora.
Der Ort liegt auf der Insel Sollerön im Siljansee, nur zwei Brücken bilden die Verbindung zum Festland. Sollerön liegt knapp zehn Kilometer südlich vom Hauptort Mora am Länsväg 943.
Die Gemeinde Sollerön bestand von 1863 bis 1971, ehe die Orte nach Mora eingemeindet worden sind.